# Cello (película)
Chello hongmijoo ilga salinsagan (en hangul, 첼로 - 홍미주 일가 살인사건; lit. Violonchelo - El caso del asesinato en la familia de Hong Mi-ju) (titulada: Cello en Estados Unidos, Chelo: Notas de terror en Argentina y Melodía macabra en México), es una película de terror coreano del 2005. El espectador ve por primera vez a una joven tocando el Ave María en un violonchelo, la escena cambia para mostrar otra mujer sangrando en una mesa de operaciones.

## Argumento
Hong Mi-ju, una violonchelista apasionada y muy talentosa, deja de tocar tras el asesinato de su amiga Kim Tae-yeon, también violonchelista. Su profesor intenta convencerla de ir a un concierto para la hermana de Kim Tae-yeon y conseguir un trabajo como violonchelista profesional, pero Mi-ju rechaza tanto el concierto como la oferta de trabajo. De camino a casa, alucina al ver a un estudiante decirle que, por su culpa, su música no sirve de nada y promete venganza. Conmocionada, Mi-ju conduce a casa y evita accidentarse con un camión. En casa, recibe un mensaje perturbador en su celular.
La hija mayor de Mi-ju, Yoon-jin, quien padece autismo, junto con su esposo Jun-ki, su cuñada Kyeong-ran y su hija menor, Yoon-hye, le organizan una fiesta de cumpleaños, pero ni siquiera esta está exenta de las rarezas que la han estado atormentando últimamente; todos, menos Yoon-jin, parecen mudos e inexpresivos. Yoon-jin le canta "Feliz Cumpleaños" a Mi-ju y Kyeong-ran le regala un álbum. Al día siguiente, Mi-ju le compra un violonchelo a Yoon-jin después de que lo mira con interés. Cuando Yoon-hye le pregunta si puede probar el violonchelo, la normalmente tranquila Yoon-jin muerde a su hermana pequeña.
Mientras Mi-ju vigila a Yoon-jin dormida, Kyeong-ran es asesinada silenciosamente por lo que parece ser un fantasma, pero nadie en la familia se da cuenta hasta que Yoon-jin se levanta y ve el cuerpo colgando de su ventana. Mi-ju, mientras tanto, le cuenta a Jun-ki la verdadera historia de la muerte de su amiga: Tae-yeon era una chica sencilla que luchaba por tocar el violonchelo tan bien como ella, por quien sentía muchos celos pero fingía estar feliz por Mi-ju cuando se hizo conocida y descuidó a Tae-yeon. Poco después ambas sufrieron un accidente automovilístico y Tae-yeon murió mientras que Mi-ju solo resultó herida.
Más tarde, Mi-ju ve a Yoon-jin haciendo que Yoon-hye caiga del balcón y muera. Mi-ju teme que Yoon-jin se meta en problemas por su crimen, y tras asegurarse de que no lastime a nadie más, esconde el cuerpo de su hija menor en el sótano y le miente a Jun-ki diciéndole que se fue a un campamento, pero Jun-ki descubre el cuerpo y acusa a Mi-ju de matar a su hija. En el forcejeo, Mi-ju empuja a su esposo contra un tubo afilado matándolo; entonces ve un fantasma detrás de él y susurra el nombre de Tae-yeon.
Un flashback revela que la historia de Mi-ju es falsa. La estudiante que Mi-ju vio al principio no era una alucinación, sino el fantasma de Tae-yeon, quien en realidad la era violonchelista talentosa mientras que Mi-ju era la celosa que fingía alegrarse por ella. El día del accidente, después de que Tae-yeon fue elegida públicamente en lugar de ella, Mi-ju intencionalmente dio un volantazo de regreso a casa y chocó el coche, hiriéndolas a ambas, pero también provocando que Tae-yeon quedara a punto de caer por un precipicio. Aunque Mi-ju alcanzó a sujetar la mano de su amiga, en lugar de salvarla prefirió burlarse y finalmente dejarla caer a su muerte.
En el presente, Mi-ju apuñala al fantasma de Tae-yeon para evitar que vaya tras Yoon-jin solo para descubrir que mató a su criada. Creyendo que el violonchelo está ligado al fantasma, Mi-ju lo destroza a golpes mientras oye gritar a Yoon-jin. Mi-ju entonces ve que el violonchelo está intacto y que es a Yoon-jin a quien golpeó y ha dejado moribunda. Mi-ju siente que Tae-yeon la obliga a apuñalar a Yoon-jin, pero se resiste y en su lugar se apuñala a sí misma.
Mi-ju despierta en el hospital descubriendo que en realidad si se accidentó contra el camión el día que habló con su profesor, que ha estado en coma desde entonces, que los sucesos sobrenaturales fueron un sueño y su familia está sana y salva.
Cuando Mi-ju regresa a casa, recibe el mismo mensaje inquietante de antes. El día de su cumpleaños, sube al ático y encuentra a su familia allí, igual que al principio de la película. Le cantan "Feliz Cumpleaños" y Kyeong-ran le regala el mismo álbum que ella; dentro, encuentra una inscripción garabateada: "Esto es solo el principio", antes de que las manos fantasmales de Kim Tae-yeon le agarren el rostro.

## Reparto
- Hyeon-a Seong	 ... 	Hong Mi-ju
- Da-an Park	... 	Kim Tae-yeon
- Ho-bin Jeong	... 	Jun-ki
- Jin Woo	... 	Kyung-ran
- Na-woon Kim	... 	Sun-ae